# Муравлеве (Щетинська сільрада)
Муравлеве (рос. Муравлево) — присілок в Курському районі Курської області Російської Федерації.
Населення становить 163 особи. Входить до складу муніципального утворення Щетинська сільрада.

## Історія
Населений пункт розташований на території українського етнічного та культурного краю Східна Слобожанщина.
Від 2004 року входить до складу муніципального утворення Щетинська сільрада.

## Населення
| 2002 | 2010 |
| ---- | ---- |
| 176  | ↘163 |